# هماوردی پرسپولیس و تراکتور
هماوردی پرسپولیس تهران و تراکتور تبریز مسابقه بین پرسپولیس و تراکتور به عنوان یکی از مهم‌ترین مسابقات فوتبال باشگاهی در ایران شناخته می‌شود. پرسپولیس با ۶ برد پیاپی در مقابل تراکتور رکورددار بیشترین تعداد برد متوالی می‌باشد.

## تاریخچه
این رقابت از سال ۱۳۵۴ شروع شد اما از سال ۱۳۸۸ حساس شد وقتی که تراکتور پس از هشت سال به سطح اول فوتبال ایران برگشت و هواداران این تیم از این مهم بسیار شور و هیجان داشتند. برای نخستین بار تیمی غیر از استقلال و پرسپولیس در بسیاری از ورزشگاه‌های ایران از جمله ورزشگاه آزادی خیل عظیمی از تماشاگر را همراه خود می‌دید به طوری که در بازی مانند شهرآورد تهران تعداد تماشاگران پرسپولیس و تراکتور برابر بود. شور و هیجان آنها به حدی بود که برنامهٔ پربینندهٔ نود نظرسنجی‌ای بر مبنای پرشورترین هواداران ایران طراحی کرد که در آن نظرسنجی تراکتور با اختلاف اول شد. همین امر دستاویزی شد تا سرمربی وقت آنها فراز کمالوند در آن برنامه مدعی شود که «ما علاوه بر این که پرشورترین هواداران را داریم پرهوادارترین هواداران را هم داریم.» این اظهار نظر باعث شد تا در شبی دیگر این برنامه نظرسنجی‌ای مبنی بر پرهوادارترین تیم ایران ترتیب دهد که در آن نظرسنجی پرسپولیس و استقلال به ترتیب اول و دوم شدند. هواداران تراکتور نتیجه نظرسنجی دوم را برنتابیدند و طی مصاحبه‌ای که سوژهٔ رسانه‌ها شد تلاش کردند دو تیم بزرگ پایتخت به آن‌ها به چشم رقیب نگاه کنند. از سوی دیگر با قویتر شدن تراکتور این رقابت بین آنها و غولهای پایتخت حساستر شد، تراکتور بارها در ورزشگاه آزادی با حضور تماشاگرانش برد و باخت‌هایی را کسب کرد تا در کورس رقابت باقی بماند. در سالهای بعد این رقابت از جانب تماشاگران کمی رنگ و بوی خشونت نیز به خود گرفت.
در نخستین بازی تراکتور و پرسپولیس در تبریز بعد از بازگشت تراکتور به لیگ، جنجال و درگیری هواداران دو تیم به حدی بالا بود که تعداد بسیاری تماشاگر پرسپولیس مصدوم شدن و این اتفاق در حدی وسیع بود که عملاً باعث شد در سال‌های آینده طرفداران پرسپولیس به استادیوم یادگار امام تبریز نروند.
در بهمن سال ۹۸ بازی پرسپولیس با تراکتور تبریز دوباره به حاشیه کشید، اینبار تعداد بسیاری از هوادران پرسپولیس با شعارهای نژادپرستانه و سرودهای قومیتی باعث ایجاد حواشی در مناطق مختلفی از آذربایجان شدند، بسیاری از کارشناسان سیاسی بر این باورند که این حرکت تماشاگران پرسپولیس با وسعت بزرگی داشت را کار نهادهای امنیتی و اطلاعاتی ایران توصیف کردند برای ایجاد تفرقه قومیتی برای برهم زدن جو سیاسی که در ایران به خاطر حوادثی همچون آبان ۹۸ و سقوط هواپیمای اوکراینی حاکم بود ترتیب داده‌اند.
در سال ۲۰۲۰ میلادی طبق نظر سنجی ای‌اف‌سی و ترانسفرمارکت، تراکتور پرهوادارترین تیم آسیا اعلام شد همین خبر باعث حمله هوادران پرسپولیس به پیچ اینستاگرامی ای اف سی شد.
تراکتور با تحمیل کردن ۵ شکست متوالی به پرسپولیس، بدترین آمار شکست متوالی این تیم مقابل تیم دیگر را به وجود آورد.
پرسپولیس با ۶ برد متوالی رکورددار است.
تراکتورسازی از ۱۸ آذر ماه ۱۳۸۹ تا ۲۰ اردیبهشت ۱۳۹۲ در ۵ بازی متوالی برابر پرسپولیس بازی را با برد به پایان رساندند. نتایج تراکتورسازی در این مسابقات مقابل پرسپولیس به شرح زیر بود:
۱۸ آذر ۱۳۸۹- هفته ۱۸ لیگ ۹۰–۱۳۸۹: تراکتورسازی ۱ پرسپولیس صفر
۱۱ آذر ۱۳۹۰- هفته ۱۵ لیگ ۹۱–۱۳۹۰: پرسپولیس صفر- تراکتورسازی یک
۷ اردیبهشت ۱۳۹۱- هفته ۳۲ لیگ ۹۱–۱۳۹۰: تراکتورسازی ۴ پرسپولیس یک
۱۳ آذر ۱۳۹۱-هفته ۱۷ لیگ ۹۲–۱۳۹۱: پرسپولیس صفر- تراکتورسازی یک
۲۰ اردیبهشت ۱۳۹۲- هفته ۳۴ لیگ ۹۲–۱۳۹۱: تراکتورسازی ۳ پرسپولیس یک
سرانجام پس از ۵ برد پیاپی، بردهای متوالی تراکتور مقابل پرسپولیس به عدد ۶ نرسید و این تیم در روز ۲ مرداد ۱۳۹۲ تحت هدایت مجید جلالی در نخستین هفته لیگ مقابل پرسپولیس تن به شکست داد.
تیم پرسپولیس نیز از ۶ بهمن ۱۳۹۸ تا ۲۹ اردیبهشت ۱۴۰۱ در شش دیدار پی در پی در برابر تراکتور به پیروزی رسید.
در سال ۲۹ اردیبهشت ۱۴۰۱ بازی تراکتور و پرسپولیس در ورزشگاه یادگار امام تبریز به خاطر تشنج‌های که در خارج از زمین رخ داد توسط داور لغو شد.

## نتایج مسابقات
| بازی | تاریخ            | پرسپولیس و تراکتور | گل‌های پرسپولیس                                                               | گل‌های تراکتور                                                   | محل برگزاری | نوع رقابت                      | توضیحات                         | منبع   |
| ---- | ---------------- | ------------------ | ---------------------------------------------------------------------------- | --------------------------------------------------------------- | ----------- | ------------------------------ | ------------------------------- | ------ |
| ۱    | ۲۹ فروردین ۱۳۵۴  | ۳–۰                | جهانگیر فتاحی ۲۱', ۹۰' – صفر ایرانپاک ۳۷'                                    | –                                                               | تبریز       | جام تخت جمشید (سومین دوره)     |                                 |        |
| ۲    | ۱۸ مهر ۱۳۵۴      | ۱–۰                | علی پروین ۳۲'(پ)                                                             | –                                                               | تهران       | جام تخت جمشید (سومین دوره)     |                                 |        |
| ۳    | ۲۰ اسفند ۱۳۵۵    | ۱–۱                | علی پروین ۸۷'                                                                | احد دیانی ۵۱'(گل بخودی)                                         | تهران       | جام تخت جمشید (پنجمین دوره)    |                                 |        |
| ۴    | ۱۷ شهریور ۱۳۵۶   | ۲–۲                | آلن ویتل ۱۵'– محمود خوردبین ۷۵'                                              | رحیم مه‌نمای اقدم ۵۲'– پرویز مظلومی ۶۷'                          | تبریز       | جام تخت جمشید (پنجمین دوره)    |                                 |        |
| ۵    | ۲۳ تیر ۱۳۵۷      | ۱–۱                | علی پروین ۴۴'                                                                | کامل انجبینی ۶۴'                                                | تبریز       | جام تخت جمشید (ششمین دوره)     |                                 |        |
| ۶    | ۲۷ مرداد ۱۳۶۸    | ۲–۰                | محمدحسن انصاری‌فرد ۱۷' – مرتضی کرمانی مقدم ۵۲'                                | –                                                               | تهران       | لیگ قدس                        |                                 |        |
| ۷    | ۱۵ دی ۱۳۶۸       | ۰–۰                | –                                                                            | –                                                               | تبریز       | لیگ قدس                        |                                 |        |
| ۸    | ۱۵ شهریور ۱۳۷۰   | ۴–۱                | فرشاد پیوس ۸، ۳۲، ۴۳، ۹۰                                                     | احد شیخ لاری ۴۸'                                                | تبریز       | جام آزادگان (نخستین دوره)      |                                 |        |
| ۹    | ۷ اسفند ۱۳۷۰     | ۲–۱                | حسن شیرمحمدی ۶'– فرشاد پیوس ۸۳'                                              | اکبر ذوالمجیدیان ۳۵'                                            | تهران       | جام آزادگان (نخستین دوره)      |                                 |        |
| ۱۰   | ۱۲ آذر ۱۳۷۲      | ۱–۲                | جمشید شاه‌محمدی ۸۹'                                                           | حسن علیشیری ۲۵'– حبیب پاک‌نژاد ۸۸'                               | تبریز       | جام آزادگان (سومین دوره)       |                                 |        |
| ۱۱   | ۱۸ بهمن ۱۳۷۲     | ۱–۱                | حمید درخشان ۳۹'                                                              | اکبر ذوالمجیدیان ۲۰'                                            | تهران       | جام آزادگان (سومین دوره)       |                                 |        |
| ۱۲   | ۳ تیر ۱۳۷۳       | ۱–۱                | فرشاد پیوس ۷۸'                                                               | حسین حسن‌دخت ۵۲'                                                 | تبریز       | جام آزادگان (چهارمین دوره)     |                                 |        |
| ۱۳   | ۱۳ آبان ۱۳۷۳     | ۲–۱                | فرشاد پیوس ۳۵-پنالتی، ۸۷                                                     | یوسف بخشی‌زاده ۱۴'                                               | تهران       | جام آزادگان (چهارمین دوره)     |                                 |        |
| ۱۴   | ۲۲ مهر ۱۳۷۵      | ۱–۱                | رضا ترابیان ۴۷'                                                              | عارف محمدوند ۷۷-پنالتی                                          | تبریز       | لیگ آزادگان (ششمین دوره)       |                                 |        |
| ۱۵   | ۱۴ تیر ۱۳۷۶      | ۲–۲                | فرشاد پیوس ۵'– مهدی مهدوی‌کیا ۴۴'                                             | داود رستمی ۵۵'– ناصر فراستی ۸۸'                                 | تهران       | لیگ آزادگان (ششمین دوره)       |                                 |        |
| ۱۶   | ۲۶ دی ۱۳۷۶       | ۲–۲                | ادموند بزیک ۲۱'– مهدی مهدوی‌کیا ۷۳'                                           | محمد فرشباف ۱۸'- محمد آزادی ۷۹'                                 | تبریز       | لیگ آزادگان (هفتمین دوره)      |                                 |        |
| ۱۷   | ۲۲ دی ۱۳۷۷       | ۴–۲                | اسماعیل حلالی ۲۲-پنالتی – مهدی هاشمی‌نسب ۴۲'– علی کریمی ۵۳'– حمید استیلی ۵۵'  | کوروش برمک ۱۰-پنالتی، ۸۴-پنالتی                                 | تبریز       | لیگ آزادگان (هشتمین دوره)      |                                 |        |
| ۱۸   | ۲۹ فروردین ۱۳۷۸  | ۰–۰                | –                                                                            | –                                                               | تهران       | لیگ آزادگان (هشتمین دوره)      |                                 |        |
| ۱۹   | ۱۵ مهر ۱۳۷۸      | ۱–۱                | علی باغمیشه ۸۸'                                                              | افشین پیروانی ۶۲'(گل‌به‌خودی)                                     | تبریز       | لیگ آزادگان (نهمین دوره)       |                                 |        |
| ۲۰   | ۱۹ اسفند ۱۳۷۸    | ۵–۲                | ادموند بزیک ۳۵'، ۴۸'– علی کریمی ۶۴'– بهنام سراج ۷۷'– مهدی هاشمی‌نسب ۸۰-پنالتی | اسداله توکلی ۷'– داود رستمی۴۵'                                  | تهران       | لیگ آزادگان (نهمین دوره)       |                                 |        |
| ۲۱   | ۱۳ آذر ۱۳۷۹      | ۱–۰                | حمید استیلی ۴۴'                                                              | –                                                               | تهران       | لیگ آزادگان (دهمین دوره)       |                                 |        |
| ۲۲   | ۱۰ اسفند ۱۳۷۹    | ۳–۰                | علی کریمی ۵'– پایان رأفت ۴۶'- ابراهیم اسدی ۷۹'                               | –                                                               | تبریز       | لیگ آزادگان (دهمین دوره)       |                                 |        |
| ۲۳   | ۲۸ آبان ۱۳۸۰     | ۱–۰                | رضا جباری ۸۵'                                                                | –                                                               | تبریز       | لیگ برتر (نخستین دوره)         |                                 |        |
| ۲۴   | ۲۱ اسفند ۱۳۸۰    | ۲–۱                | اسماعیل حلالی ۱۰'-سهراب انتظاری ۸۴'                                          | فرهاد علی‌یاری ۶۸'                                               | تهران       | لیگ برتر (نخستین دوره)         |                                 |        |
| ۲۵   | ۴ آبان ۱۳۸۸      | ۲–۱                | مجتبی زارعی ۶۵' – هوار ملا محمد ۸۶'                                          | فرهاد خیرخواه ۹۰+۲'                                             | تهران       | لیگ برتر (نهمین دوره)          |                                 |        |
| ۲۶   | ۲۷ فروردین ۱۳۸۹  | ۱–۱                | هادی نوروزی ۵۶'                                                              | فرهاد خیرخواه ۳۸'                                               | تبریز       | لیگ برتر (نهمین دوره)          |                                 |        |
| ۲۷   | ۵ مرداد ۱۳۸۹     | ۱–۰                | غلامرضا رضایی ۴۶'                                                            | –                                                               | تهران       | لیگ برتر (دهمین دوره)          |                                 |        |
| ۲۸   | ۱۸ آذر ۱۳۸۹      | ۰–۱                | –                                                                            | کرار جاسم ۲۷'(پ)                                                | تبریز       | لیگ برتر (دهمین دوره)          |                                 |        |
| ۲۹   | ۱۱ آذر ۱۳۹۰      | ۰–۱                | –                                                                            | سیاوش اکبرپور ۶۵'                                               | تهران       | لیگ برتر (یازدهمین دوره)       |                                 |        |
| ۳۰   | ۷ اردیبهشت ۱۳۹۱  | ۱–۴                | علیرضا نورمحمدی ۸۰'                                                          | فلاویو پایکسائو ۵۱', ۶۴' – فرزاد حاتمی ۵۸' – محمد ابراهیمی ۶۶'  | تبریز       | لیگ برتر (یازدهمین دوره)       |                                 |        |
| ۳۱   | ۱۳ آذر ۱۳۹۱      | ۰–۱                | –                                                                            | سید مهدی سیدصالحی ۷۷'                                           | تهران       | لیگ برتر (دوازدهمین دوره)      |                                 |        |
| ۳۲   | ۲۰ اردیبهشت ۱۳۹۲ | ۱–۳                | رضا حقیقی ۷۰'                                                                | سید مهدی سیدصالحی ۳۳' – مهدی کریمیان ۵۳' – گلسون سوارز ۹۰'      | تبریز       | لیگ برتر (دوازدهمین دوره)      |                                 |        |
| ۳۳   | ۲ مرداد ۱۳۹۲     | ۱–۰                | سید مهدی سیدصالحی (۸۰)                                                       | ـ                                                               | تهران       | لیگ برتر (سیزدهمین دوره)       |                                 |        |
| ۳۴   | ۷ آذر ۱۳۹۲       | ۰–۱                | ـ                                                                            | کریم انصاری‌فرد (۴۰)                                             | تبریز       | لیگ برتر (سیزدهمین دوره)       |                                 |        |
| ۳۵   | ۱۴ شهریور ۱۳۹۳   | ۳–۱                | محسن بنگر (۳۹)                                                               | سوشا مکانی (گل‌ به‌ خودی ۶۸) ادینیو (۸۵) سامان نریمان جهان (۲+۹۰) | تبریز       | لیگ برتر (چهاردهمین دوره)      |                                 |        |
| ۳۶   | ۱۷ اسفند ۱۳۹۳    | ۰–۱                | ـ                                                                            | شاهین ثاقبی (۶۲)                                                | تبریز       | لیگ برتر (چهاردهمین دوره)      |                                 |        |
| ۳۷   | ۳ مهر ۱۳۹۴       | ۱–۰                | جری بنگتسون (پ. ۷۱)                                                          | ـ                                                               | تبریز       | لیگ برتر (پانزدهمين دوره)      |                                 | [ ۲ ]  |
| ۳۸   | ۱۶ اسفند ۱۳۹۴    | ۱–۱                | رامین رضاییان (۱۳)                                                           | محمد ایران‌پوریان (۳۹)                                           | تهران       | لیگ برتر (پانزدهمین دوره)      |                                 |        |
| ۳۹   | ۲۰ شهریور ۱۳۹۵   | ۰–۰                | ـ                                                                            | ـ                                                               | تبریز       | لیگ برتر (شانزدهمین دوره)      |                                 |        |
| ۴۰   | ۱۷ بهمن ۱۳۹۵     | ۳–۰                | مهدی طارمی (۲) رامین رضاییان (۲۳) وحید امیری (۶۴)                            | ـ                                                               | تهران       | لیگ برتر (شانزدهمین دوره)      |                                 | [ ۳ ]  |
| ۴۱   | ۱۲ مرداد ۱۳۹۶    | ۲–۱                | گادوین منشأ (۱۵) کمال کامیابی‌نیا (۶۷)                                        | فرزاد حاتمی (۴۱)                                                | تبریز       | لیگ برتر (هفدهمین دوره)        |                                 | [ ۴ ]  |
| ۴۲   | ۸ دی ۱۳۹۶        | ۲–۰                | علی علیپور (۴۵) کمال کامیابی‌نیا (۷۸)                                         | ـ                                                               | تهران       | لیگ برتر (هفدهمین دوره)        |                                 | [ ۵ ]  |
| ۴۳   | ۴ آذر ۱۳۹۷       | ۰–۰                | ـ                                                                            | ـ                                                               | تهران       | لیگ برتر (هجدهمین دوره)        |                                 |        |
| ۴۴   | ۱۱ اردیبهشت ۱۳۹۸ | ۱–۱                | کمال کامیابی‌نیا (۱۱)                                                         | دانیال اسماعیلی‌فر (۷۹)                                          | تبریز       | لیگ برتر (هجدهمین دوره)        |                                 |        |
| ۴۵   | ۸ شهریور ۱۳۹۸    | ۰–۱                | ـ                                                                            | احسان حاج‌صفی (۲+۴۵)                                             | تبریز       | لیگ برتر (نوزدهمین دوره)       |                                 |        |
| ۴۶   | ۶ بهمن ۱۳۹۸      | ۲–۰                | علی علیپور (۹) وحید امیری (۵۵)                                               | ـ                                                               | تهران       | لیگ برتر (نوزدهمین دوره)       |                                 | [ ۶ ]  |
| ۴۷   | ۱۶ بهمن ۱۳۹۹     | ۱–۰                | سید جلال حسینی (۵۵)                                                          | ـ                                                               | تبریز       | لیگ برتر (بیستمین دوره)        |                                 | [ ۷ ]  |
| ۴۸   | ۳۰ خرداد ۱۴۰۰    | ۱–۰                | عیسی آل‌کثیر (۶۱)                                                             | ـ                                                               | تهران       | سوپر جام فوتبال ایران ۱۳۹۹     |                                 | [ ۸ ]  |
| ۴۹   | ۳ مرداد ۱۴۰۰     | ۳–۱                | مهدی عبدی (۶۴) احمد نوراللهی (۶۸) مهدی عبدی (۴+۹۰)                           | پیمان بابایی (۵۰)                                               | تهران       | لیگ برتر (بیستمین دوره)        |                                 | [ ۹ ]  |
| ۵۰   | ۱۳ دی ۱۴۰۰       | ۲–۱                | عیسی آل‌کثیر (۱۰) سیامک نعمتی (۵۴)                                            | پیمان بابایی (۲۵)                                               | تهران       | لیگ برتر (بیست و یکمین دوره)   |                                 | [ ۱۰ ] |
| ۵۱   | ۲۹ اردیبهشت ۱۴۰۱ | ۳–۰                | _                                                                            | _                                                               | تبریز       | لیگ برتر (بیست و یکمین دوره)   | بازی در دقیقه ۷۰ نیمه تمام ماند |        |
| ۵۲   | ۱۰ مهر ۱۴۰۱      | ۱–۰                | _                                                                            | محمد عباس‌زاده (۷۵)                                              | تهران       | لیگ برتر (بیست و دومین دوره)   |                                 |        |
| ۵۳   | ۱۴ اسفند ۱۴۰۱    | ۳–۲                | محمد عمری (۱۸) مهدی ترابی (۳۱) وحدت هنانوف (۵+۹۰)                            | محمد عباس‌زاده (۶۷)، (۸۴)(پ)                                     | تبریز       | لیگ برتر (بیست و دومین دوره)   |                                 | [ ۱۲ ] |
| ۵۴   | ۲۵ مرداد ۱۴۰۲    | ۱–۰                | سعید صادقی (۴۳)                                                              | _                                                               | تبریز       | لیگ برتر (بیست و سومین دوره)   |                                 | [ ۱۳ ] |
| ۵۵   | ۲ اسفند ۱۴۰۲     | ۲–۰                | عیسی آل‌کثیر (۵۷) مهدی ترابی (۵۹)                                             | _                                                               | تهران       | لیگ برتر (بیست و سومین دوره)   |                                 | [ ۱۴ ] |
| ۵۶   | ۱ شهریور ۱۴۰۳    | ۱–۱                | ایوب العملود (۸۹)                                                            | شجاع خلیل زاده (۶۰)                                             | تبریز       | لیگ برتر (بیست و چهارمین دوره) |                                 | [ ۱۵ ] |
| ۵۷   | ۷ بهمن ۱۴۰۳      | ۲–۰                | سروش رفیعی (۱۱) گیورگی گولسیانی (۷۳)                                         | _                                                               | تهران       | لیگ برتر (بیست و چهارمین دوره) |                                 | [ ۱۶ ] |

راهنما
| رنگ | علت          |
| --- | ------------ |
| ۲۹  | برد پرسپولیس |
| ۱۱  | برد تراکتور  |
| ۱۷  | تساوی        |

## نتایج مسابقات دوستانه
| بازی | تاریخ        | پرسپولیس و تراکتور | گل‌های پرسپولیس | گل‌های تراکتور   | محل برگزاری | نوع رقابت | توضیحات |
| ---- | ------------ | ------------------ | -------------- | --------------- | ----------- | --------- | ------- |
| ۳    | ۱۲ تیر ۱۳۹۲  | ۱–۰                | یونس شاکری ۸۵' | -               | تهران       | دوستانه   |         |
| ۲    | ۲۵ بهمن ۱۳۵۳ | ۰–۰                | -              | -               | تهران       | دوستانه   | [ ۱۷ ]  |
| ۱    | ۵ آذر ۱۳۵۰   | ۱–۱                | محمود خوردبین  | یوسف صدیق آزادی | تبریز       | دوستانه   | [ ۱۸ ]  |

| بازی | تیم          |
| ---- | ------------ |
| ۱    | برد پرسپولیس |
| ۰    | برد تراکتور  |
| ۲    | تساوی        |

## خلاصه نتایج مسابقات رسمی
|                              | تعداد بازی | برد پرسپولیس | تساوی | برد تراکتور |
| ---------------------------- | ---------- | ------------ | ----- | ----------- |
| لیگ برتر                     | ۳۴         | ۱۸           | ۶     | ۱۰          |
| لیگ‌های سراسری (قبل لیگ برتر) | ۲۲         | ۱۰           | ۱۱    | ۱           |
| سوپرجام                      | ۱          | ۱            | ۰     | ۰           |
| مجموع                        | ۵۷         | ۲۹           | ۱۷    | ۱۱          |

| جایگاه | تیم‌      | بازی‌ | برد | تساوی‌ | باخت‌ | زده | خورده | تفاضل |
| ------ | -------- | ---- | --- | ----- | ---- | --- | ----- | ----- |
| ۱      | پرسپولیس | ۵۷   | ۲۹  | ۱۷    | ۱۱   | ۸۱  | ۴۵    | ۳۶+   |
| ۲      | تراکتور  | ۵۷   | ۱۱  | ۱۷    | ۲۹   | ۴۵  | ۸۱    | ۳۶-   |

## افتخارات
| تیم      | داخلی     | داخلی    | داخلی    | داخلی       | بین‌المللی         | بین‌المللی            | بین‌المللی       | جمع کل |
| تیم      | لیگ ایران | جام حذفی | سوپر جام | مجموع داخلی | لیگ قهرمانان آسیا | جام برندگان جام آسیا | مجموع بین‌المللی | جمع کل |
| -------- | --------- | -------- | -------- | ----------- | ----------------- | -------------------- | --------------- | ------ |
| پرسپولیس | ۱۶        | ۷        | ۵        | ۲۸          | ۰                 | ۱                    | ۱               | ۲۹     |
| تراکتور  | ۱         | ۲        | ۰        | ۳           | ۰                 | ۰                    | ۰               | ۳      |

## گلزنان برتر
- بازیکنان پررنگ در حال حاضر هم در تیم حضور دارند.

| نام                | گل | باشگاه             |
| ------------------ | -- | ------------------ |
| فرشاد پیوس         | ۹  | پرسپولیس           |
| علی پروین          | ۴  | پرسپولیس           |
| ادموند بزیک        | ۴  | پرسپولیس           |
| علی کریمی          | ۴  | پرسپولیس           |
| کمال کامیابی‌نیا    | ۴  | پرسپولیس           |
| سید مهدی سیدصالحی۱ | ۴  | تراکتور و پرسپولیس |
| محمد عباس‌زاده      | ۴  | تراکتور            |

۱ سید صالحی ۲ گل با پیراهن تراکتور و ۱ گل با پیراهن پرسپولیس در این رقابت به ثمر رساند.

### پوکر
عنوان پوکر به کسی تعلق می‌گیرد که ۴ گل در یک مسابقه به ثمر برساند.
| # | بازیکن     | باشگاه   | زمان گل‌ها         | مسابقه           |
| - | ---------- | -------- | ----------------- | ---------------- |
| ۱ | فرشاد پیوس | پرسپولیس | ۸', ۳۲', ۴۳', ۹۰' | لیگ آزادگان ۱۳۷۰ |

## موفق‌ترین سرمربیان
| سرمربی            | رتبه | باشگاه   | بازی‌ها | برد | مساوی | باخت | درصد برد |
| ----------------- | ---- | -------- | ------ | --- | ----- | ---- | -------- |
| علی پروین         | ۱    | پرسپولیس | ۱۲     | ۹   | ۳     | ۰    | ۷۵٪      |
| یحیی گل‌محمدی      | ۲    | پرسپولیس | ۱۰     | ۸   | ۰     | ۲    | ۸۰٪      |
| برانکو ایوانکوویچ | ۳    | پرسپولیس | ۸      | ۴   | ۴     | ۰    | ۵۰٪      |
| تونی اولیویرا     | ۴    | تراکتور  | ۴      | ۳   | ۰     | ۱    | ۷۵٪      |
| امیر قلعه‌نویی     | ۵    | تراکتور  | ۵      | ۲   | ۲     | ۱    | ۴۰٪      |

## آمار
در تاریخ لیگ برتر پرسپولیس هشت بار بیشتر از تراکتور موفق به کسب پیروزی شده‌است.
پیش از لیگ برتر پرسپولیس ۱۰ بار و تراکتور تنها یک بار در لیگ سراسری توانستند برنده شوند.
یحیی گل‌محمدی ۸ برد مقابل تراکتور به دست آورده تا بعد از پروین رکورددار باشد.
پرسپولیس بعد از ورود برانکو هر سه تیم تبریزی را در ورزشگاه یادگار امام شکست داده‌است.
در ۱۸ بازی اخیر بین پرسپولیس و تراکتور، سرخپوشان تبریزی تنها دو بار برنده شدند، یک بار در تبریز و یک بار در تهران.
در ده سال اخیر پرسپولیس هیچ‌کدام از مدعیان قهرمانی را به اندازه تراکتور شکست نداده‌است.